# Sollentunastråket
Sollentunastråket är ett promenadstråk och en vandringsled i Stockholms län med en total längd på cirka 18 km. Stråket som startar i Sollentuna ingår i Gångstråk Stockholm. Efter Sollentuna passerar stråket Ulriksdal, Hagaparken och Vasastan, och följer sista biten Drottninggatan till Gamla stan.
Eftersom stråket ansluter till Pendeltågen och följer järnvägen kan man gå enbart en del av stråket. Pendeltågsstationer finns vid Helenelund, Ulriksdal och Solna.
Sollentunastråket är ett vattennära och grönt stråk. Till sevärdheterna hör Ulriksdals slott och dess omgivningar, Hagaparken och Drottninggatan. Stockholms stads motto för Sollentunastråket lyder: Från Ulriksdals och Haga slott via Drottninggatan till Stockholms slott.

## Sträckning

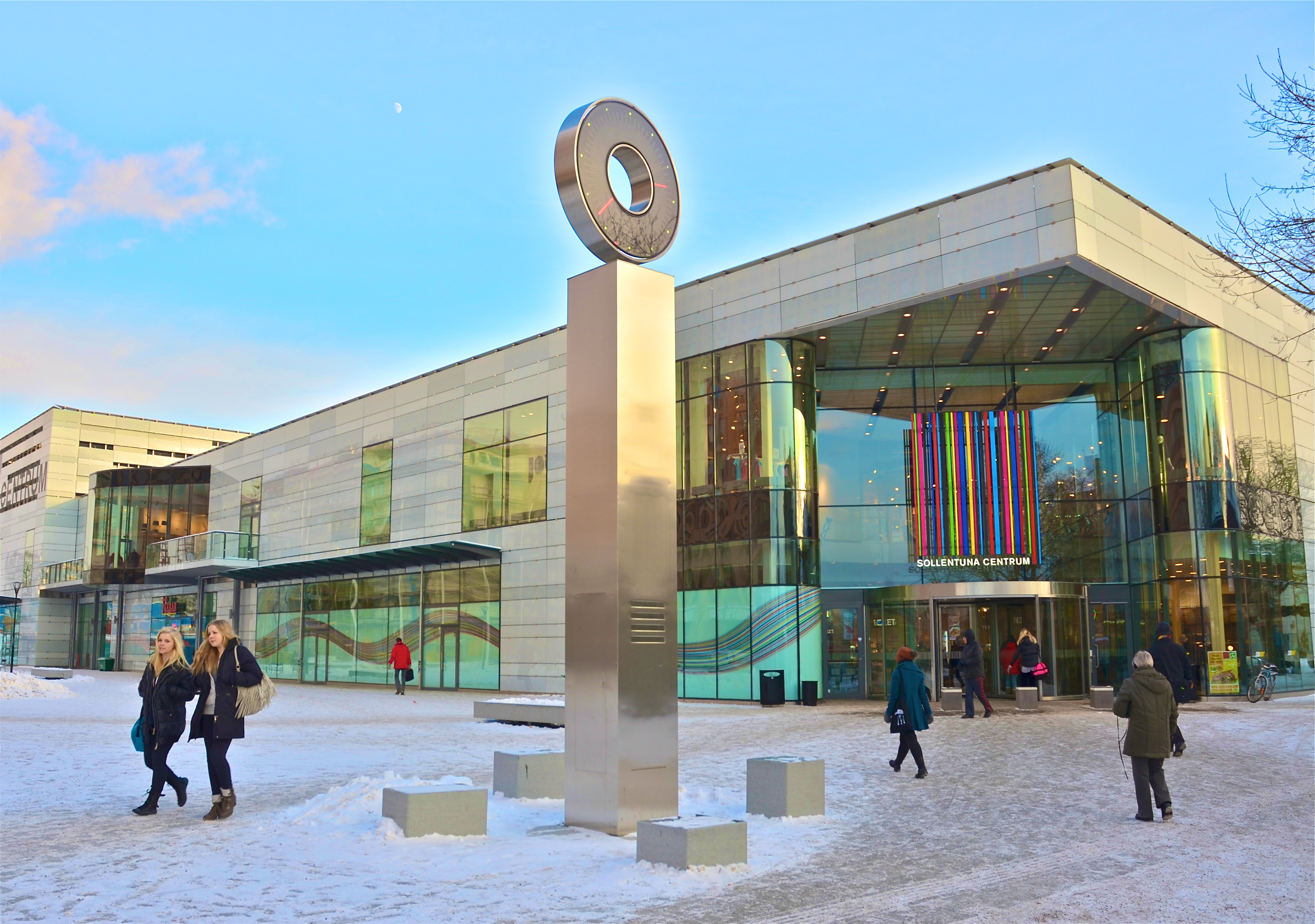
Start: Sollentuna Centrum.

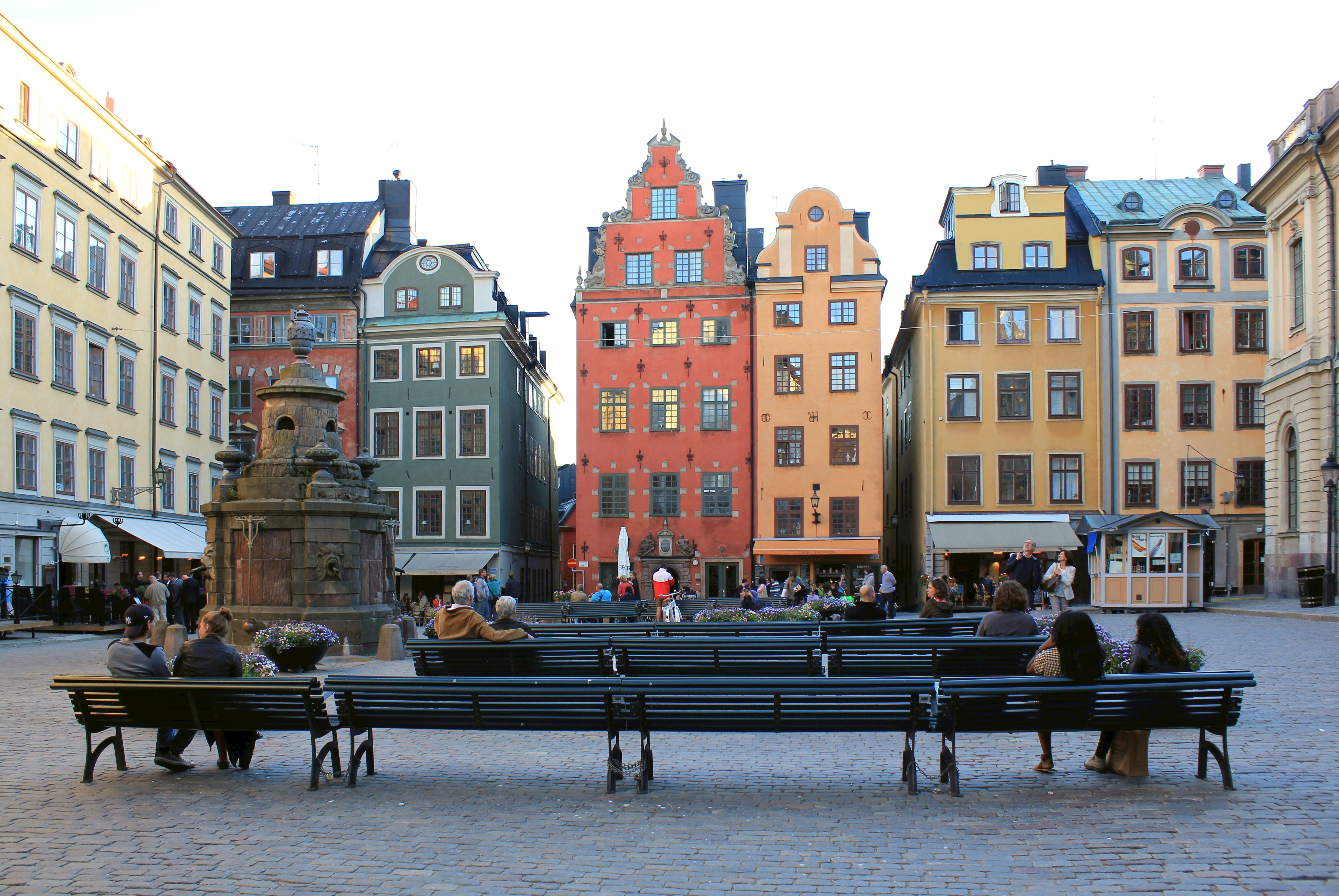
Mål: Stortorget i Gamla Stan.

När pendeltåget från Stockholms centralstation kommer in till Sollentuna station, gå ut från stationen och rakt fram genom Sollentuna centrum, över Sollentunavägen, förbi Sollentuna sjukhus och ned för den serpentinliknande gångvägen till strandpromenaden vid Edsvikens strand. Härifrån ser man Edsberg åt norr och åt samma håll men längst in i viken Edsbergs slott från mitten av 1700-talet med dess slottspark. Edsbergs slott ligger cirka 1 km från stråket. Om man väljer att besöka slottet och lägga till denna omväg blir hela stråkets längd cirka 19 km.
På andra sidan, den östra stranden, ligger Landsnora och Sjöberg. Vid Landsnoravägen ligger Landsnora kvarn och såg och någon kilometer söder om denna finner man Bergendals herrgård. Ännu lite längre söderut och på samma sida om Edsviken ligger Nora i Danderyd.
Edsviken är en bräckvattenvik av Östersjön. Här finns havsstrandväxter, bland annat havssäv och rörsvingel. Fågellivet omfattar exempelvis den rödnäbbade och typiska kustfågeln strandskatan och rastande fåglar som vitkindade gäss. Fiskbeståndet är rikt med bland annat abborre, gädda och gös.
Stråket följer den utmed Edsviken anlagda strandpromenaden och små, kuperade villagator genom Edsvikens villaområde. Strax efter villaområdet kommer man till Tegelhagsskogen, ett naturreservat med äldre blandskogar, öppna ängsmarker och strandskog utmed Edsvikens strand. I strandskogen finns flera stora flyttblock. Naturen kring Tegelhagens gård, Kasbytorp och Rådan är kulturpåverkad med äldre lövträd. Mellan Kasby och Rådan finns höglänta hällmarker med tallskog.
Nere vid Edsvikens strand kan man ta den lilla stenlagda stigen över det blöta partiet till Drakön och dess yttersta udde där sikten över viken är fri åt alla håll. Lite längre söderut passerar stråket egendomen Rådan och kort därefter kommungränsen mellan Sollentuna och Solna. Rådan har anor från slutet av 1500-talet och var från början ett torp. På Rådan finns flera gamla byggnader. Under olika tidsepoker har egendomen fungerat som herrgård, internatskola, militärförläggning och polishögskola. Efter Rådan fortsätter vandringen in i Nationalstadsparken och genom Polishögskolans gamla område kring Sörentorp. Sollentunastråket passerar sedan det i schweizerstil tidstypiska sommarnöjet Villa Sköntorp. Villan ligger mittemot Kaninholmen och byggdes på 1860-talet. Härifrån är det en kort strandnära promenad till Ulriksdals slott, som ligger på en utstickande udde i Edsviken vid Igelbäckens mynning. 
Slottet härrör från 1640-talet och den förste slottsherren var Jakob De la Gardie. Flera kulturhistoriskt viktiga byggnader ligger i slottets närhet, bland annat Ulriksdals slottskapell, Ulriksdals slottsteater, Orangeriet och Ulriksdals Wärdshus. Ulriksdal slottspark, ursprungligen en barockträdgård, ritades av Nicodemus Tessin d.ä. och fullbordades av Johan Hårleman. I början av 1800-talet anlades en engelsk trädgård i bortre ändan av slottsområdet vid Igelbäcken. Nuvarande planteringar är från Gustaf VI Adolfs tid och i parken finns skulpturguppen Två vildsvin av Carl Milles. I Ulriksdals slottsområde ligger även ett tjugotal privatvillor, bland annat Villa Berglunda, Villa Beylon och Villa Skogsborg.
Under Ulriksdals slott låg tidigare två arrendegårdar som år 1790 slogs ihop till Överjärva gård. Gården som är ett gammalt jordbruk ligger nära  slottet och gränsar till Igelbäckens naturreservat. Namnet järv är sannolikt fornnordiska för grus och syftar på Stockholmsåsen som sträcker sig här. Vid Överjärva gård finns flera gamla byggnader och gården har djur i beteshagar. Bland gårdens bevarade torp räknas Sörentorp och Dammtorp, båda från 1700-talet. Från Ulriksdals slott till Överjärva gård är det cirka 1 kilometer. För att komma till Överjärva gård väljer man den lilla grusvägen på den södra sidan om Igelbäcken, följer den förbi Kvarnvretens koloniområde och upp på bron över Uppsalavägen. Denna avstickare lägger till två kilometer på den totala vandringens längd.
Stråket fortsätter härifrån mot Brunnsviken och Frösundavik, vandringen går längs med Ulriksdalsvägen förbi Ulriksdals koloniområde och genom gångtunneln under Bergshamravägen. SAS koncernbyggnad i Frösundavik var fram till 2010 huvudkontor för Scandinavian Airlines (SAS). Den norske arkitekten Niels Torp har ritat byggnaden, som består av fem mindre och med glas ihopbyggda olika höga hus. Strax efter Frösundaviks gamla regementsbyggnad passerar stråket den cirka 25 meter höga Frösundatoppen, som skapats av de gamla Klarakvarterens schakt- och rivningsmassor (som ersättning för Stockholmsåsen, som en gång i tiden  sträckte sig här). Vandringen fortsätter sedan förbi Övre Haga, Fjärilshuset och Koppartälten via Hagaparkens pelouse ned till Brunnsviken.
Hagaparken, som är en engelsk park, tillkom under den Gustavianska tiden och bland arkitekterna räknas Fredrik Magnus Piper. Även kungen, Gustav III, själv var upphovsman till många av skisserna. Parken, som ingår i Nationalstadsparken, följer Brunnsvikens västra strand från Frösundavik i norr till Stallmästaregården i söder. I parken finns flera kulturhistoriskt intressanta byggnader, bland annat Turkiska kiosken, Koppartälten, Kinesiska paviljongen, Ekotemplet, Haga slott och inte minst Haga slottsgrund, Gustav III:s ofullbordade slottsdröm. Utmed Brunnsvikens sydvästra strand har terrängen och dess topografi förändrats av arkitekterna så att den slutligen gav upphov till en mjukare övergång mellan de tidigare hagmarkerna och öppna markerna samt mot de så kallade pelouserna. Kungen  ville förändra Haga och Brunnsviken så att det liknade Campagna Romana, därav de italienska namn som förekommer runt Brunnsviken, exempelvis Albano, Frescati och Tivoli. Den sista biten av Hagaparken följer stråket strandkanten och passerar på vägen mot Stallmästargården Turkiska kiosken och Kinesiska paviljongen. Vandringen fortsätter därefter till Sveaplan via Bellevueparken genom gångtunneln under Värtabanan samt förbi Wenner-Gren Center och Sveaplans gymnasium.
Efter Sveaplan svänger man in på Ynglingagatan och direkt därefter in på Hagagatan, som går nästan hela vägen fram till Observatorielunden. Vid observatoriet högt uppe på Observatoriekullen är utsikten över Stockholms hustak vidsträckt. Härifrån ser man åt öster Ferdinand Bobergs gasklockor i Hjorthagen och Kaknästornet åt sydost. Åt andra hållet, nordost, syns Lill-Jansskogen och Norra Djurgårdens skogstak bortom Kungliga Tekniska Högskolan vid Östra station. Från observatoriet tar man de branta trapporna ned till Spökparken och Spökslottet, en av Stockholms malmgårdar, och in på Norrtullsgatans förlängning, den förhållandevis långa Drottninggatan. I kvarteret intill låg tidigare Stockholms Högskola. Nedanför Observatorielunden, vid Sveavägen, finner man Handelshögskolan.
Drottninggatan är rik på sevärdheter. På vägen mot Gamla stan passerar stråket bland annat Tegnérlunden, Centralbadet, Hötorget med Konserthuset och Hötorgsskraporna, samt Sergels torg och Kulturhuset. Den allra sista biten av  Sollentunastråket går förbi Rosenbad och Sagerska huset, över Riksbron och Norrström till Riksdagshuset på Helgeandsholmen, mot Stockholms slott och Storkyrkan vid slutdestinationen Stortorget i Gamla stan.

## Bilder

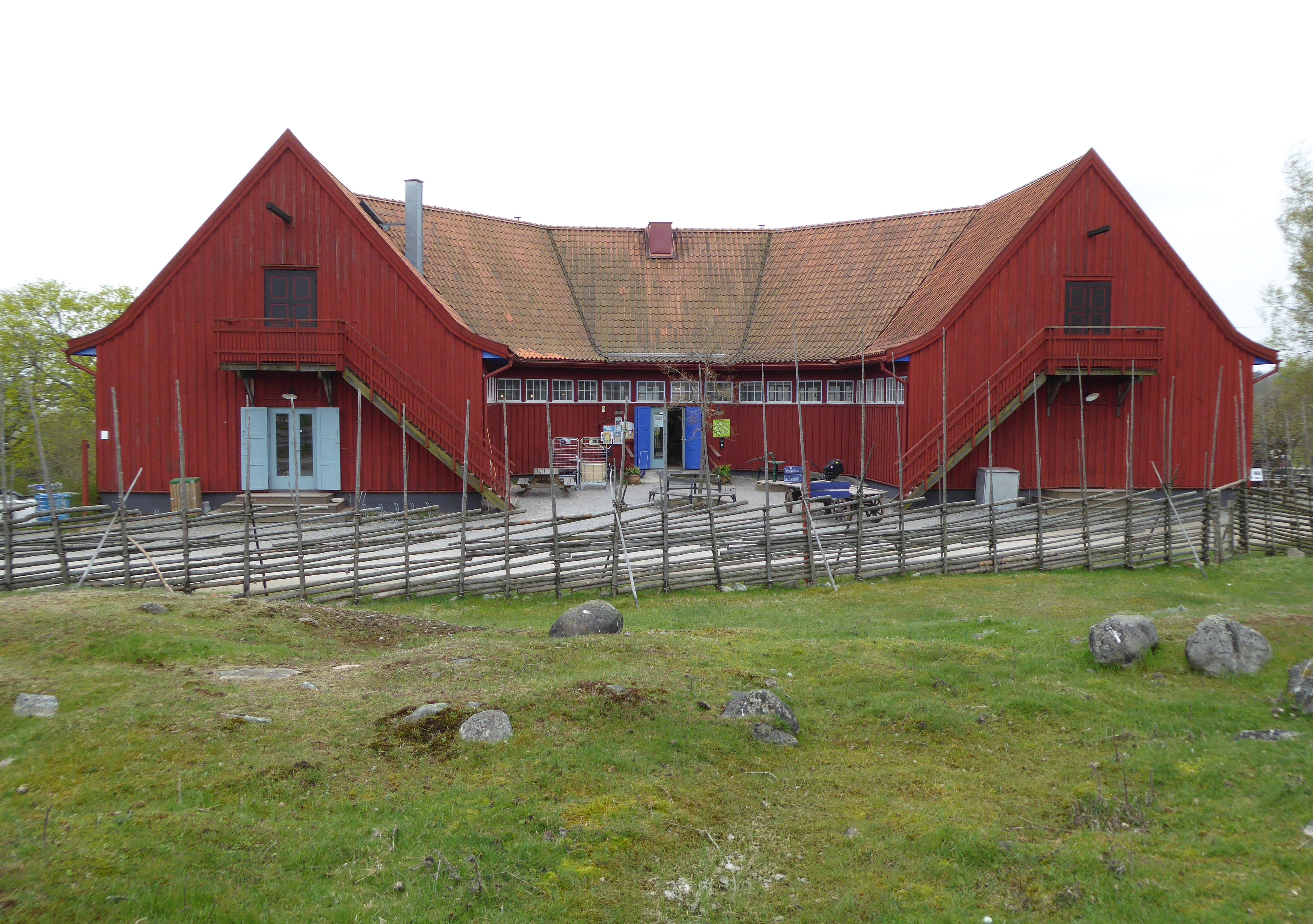
Hästskostallet, Överjärva gård.
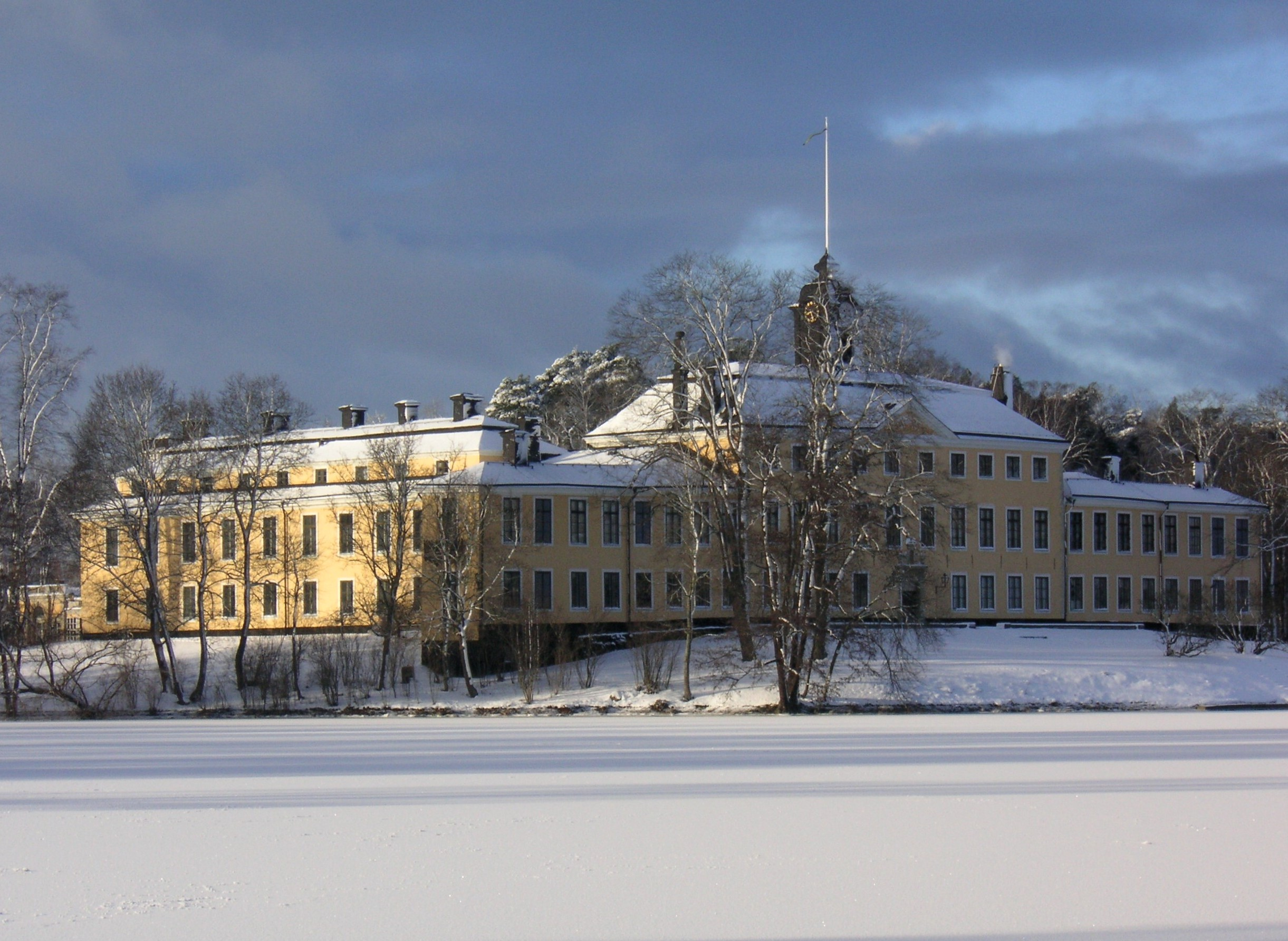
Ulriksdals slott från Edsvikens is.
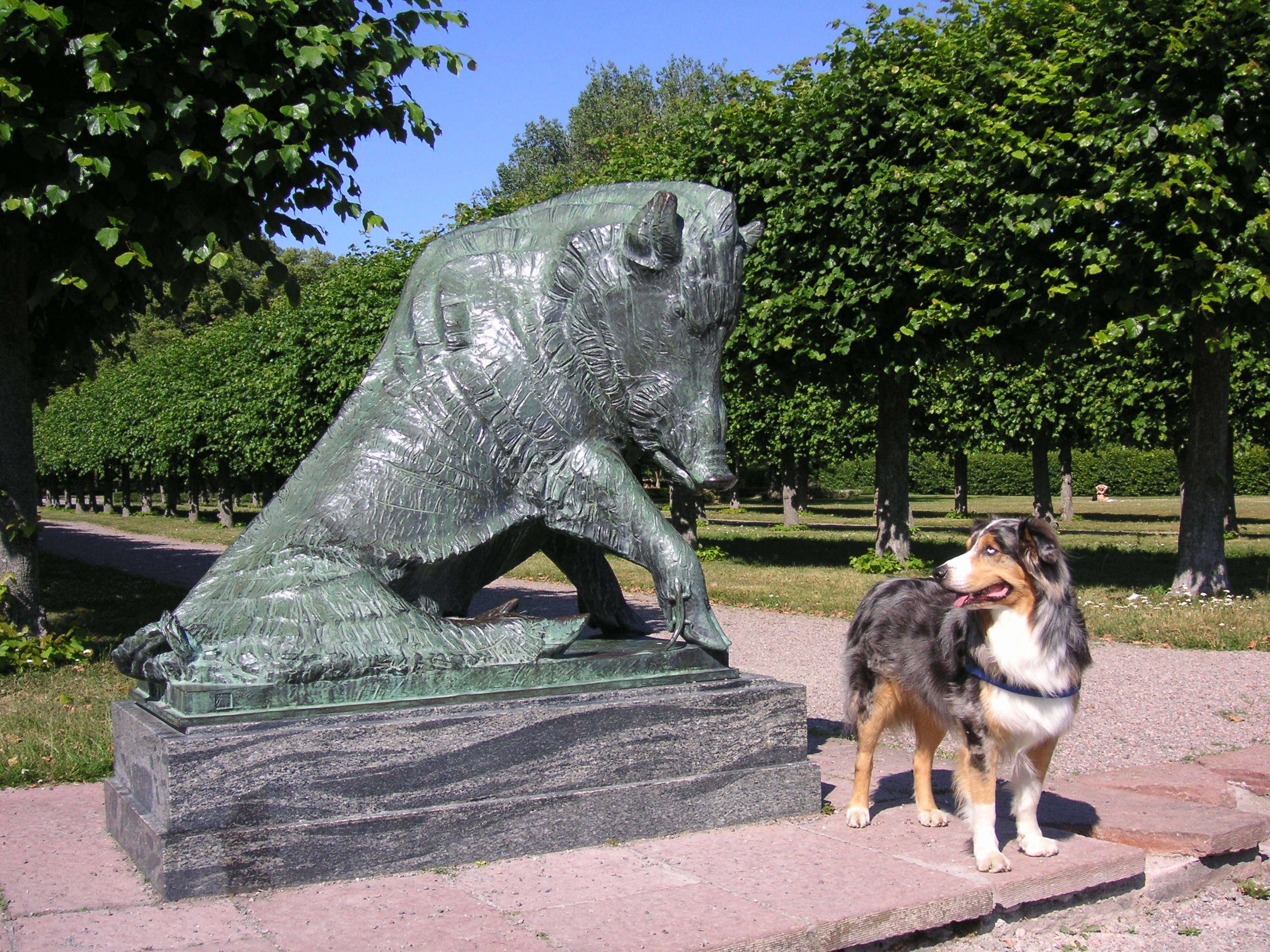
Carl Milles Två vildsvin, Ulriksdals slott.
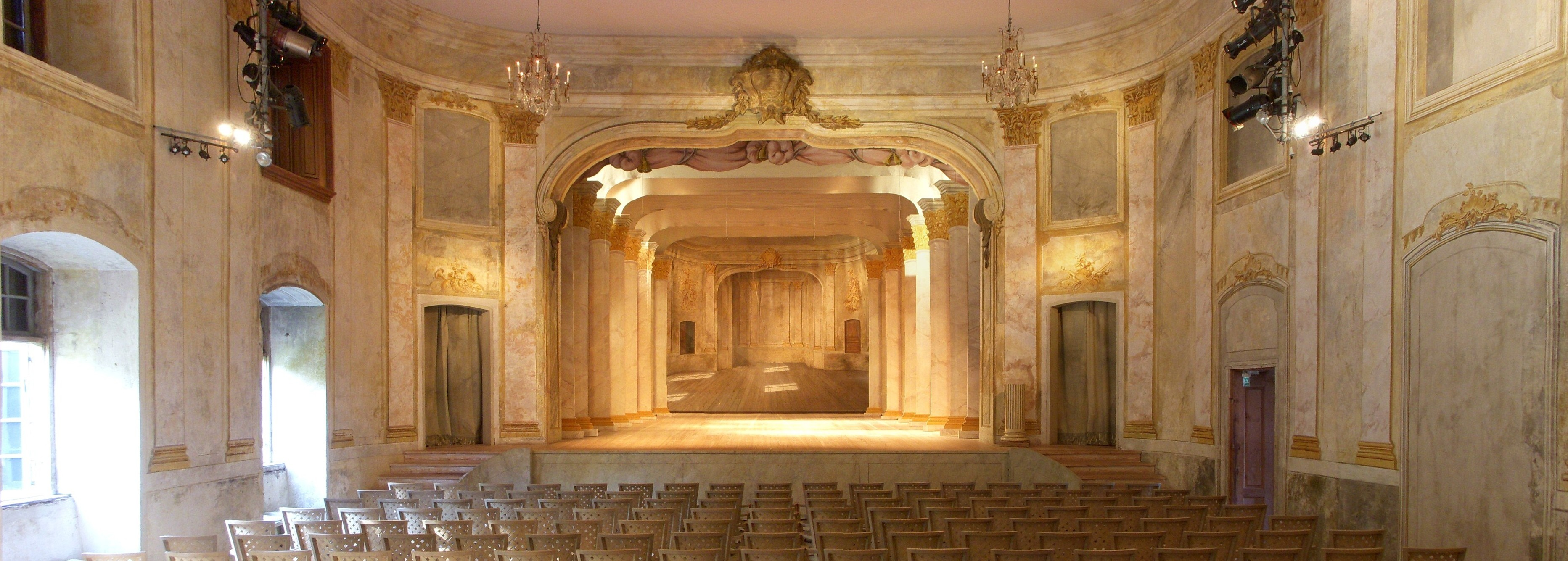
Ulriksdals slottsteater, salong och scen.
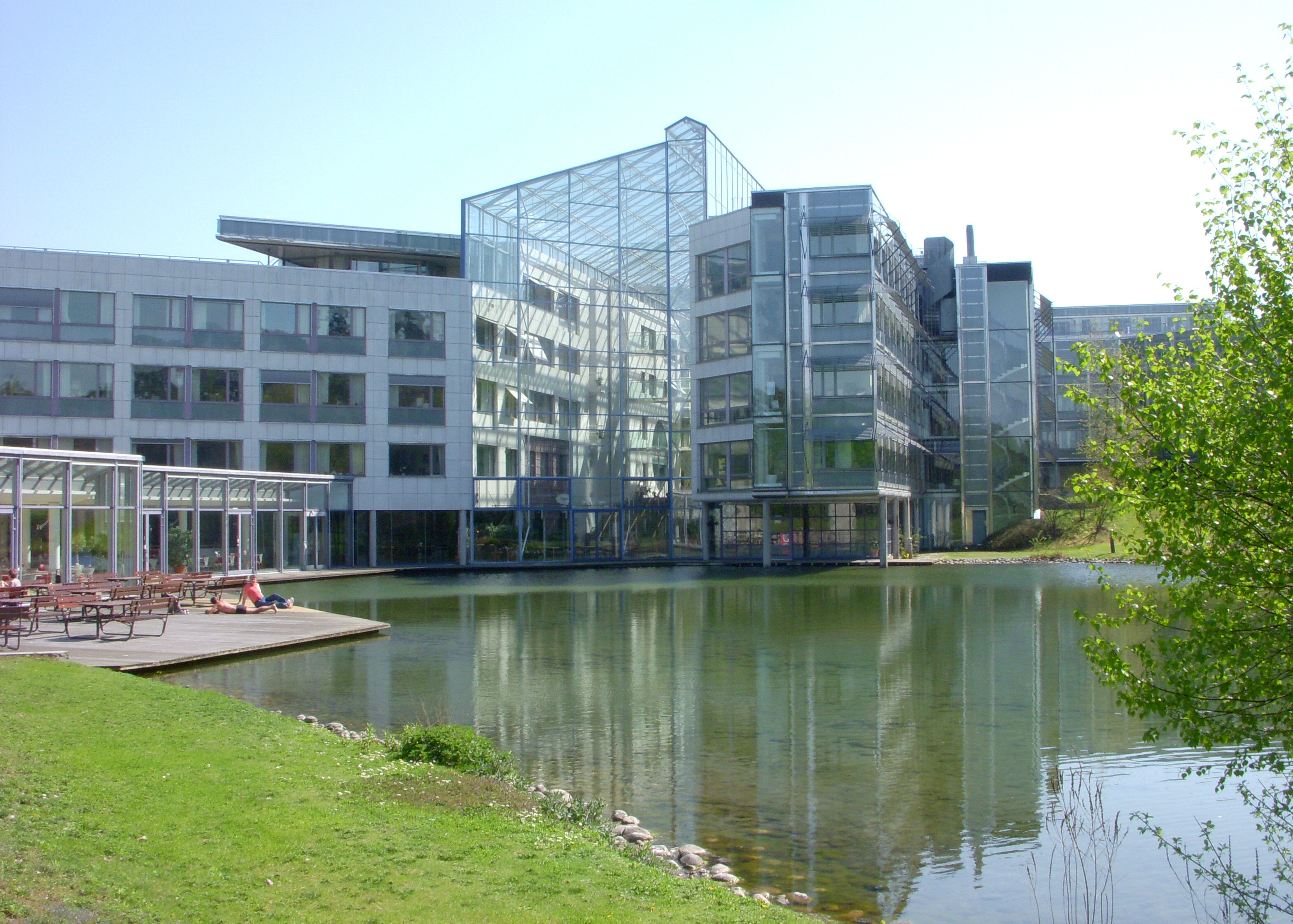
SAS koncernbyggnad i Frösundavik, spegeldammen.
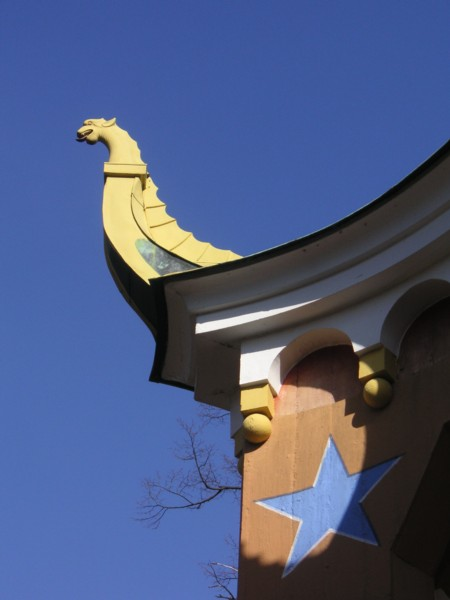
Kinesiska paviljongen i Hagaparken, detalj.
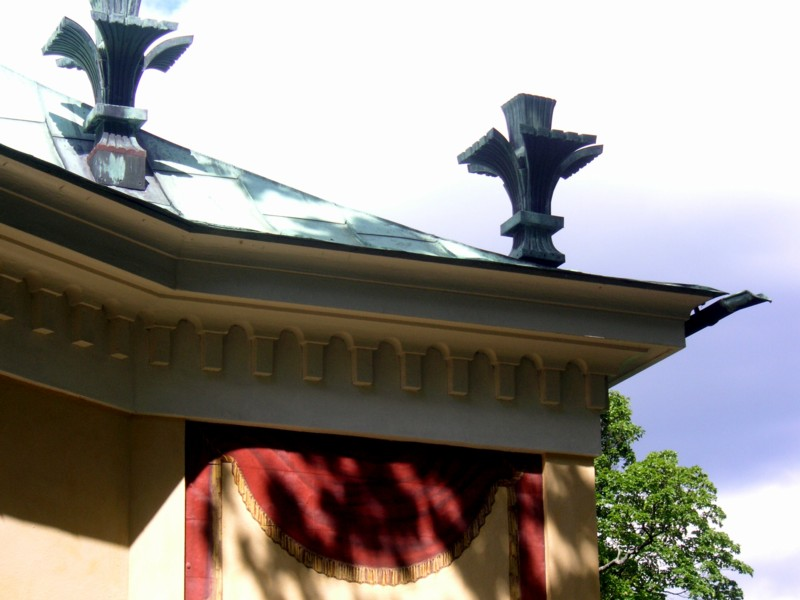
Turkiska kiosken i Hagaparken, detalj.